# Vörös kánya
A vörös kánya (Milvus milvus) a madarak (Aves) osztályának vágómadár-alakúak (Accipitriformes) rendjébe, ezen belül a vágómadárfélék (Accipitridae) családjába tartozó faj. Wales nemzeti madara.

## Előfordulása
Európában mindenekelőtt Közép-Európában, Franciaországban és Spanyolországban fordul elő. Száma erősen csökkent, vagy teljesen ki is pusztult Dél-Európa egyes területein, mindenekelőtt a Balkán-félszigeten, ahol egykor honos volt.

### Kárpát-medencei előfordulása
Magyarországon alkalmi fészkelő, a 2012. januárban végrehajtott madárszámlálás során négy vörös kányát figyeltek meg.
2018-ban a madárszámlálás adatai alapján 41 itthon telelő vörös kányát figyeltek meg a madarakat számlálók.

### Alfajai
A vörös kányának mindössze kettő alfaja ismert:
- Milvus milvus milvus - az alapfaj fordul elő az elterjedési terület szinte egészén
- Milvus milvus fasciicauda - Zöld-foki-szigeteki kánya, ez alfaj kizárólag a Zöld-foki Köztársaság szigetein él. Néhány taxonómus faji szintre emeli Milvus fasciicauda néven. Pontos taxonómiai helye tisztázatlan és valószínűleg az is marad, mert 2000-re az alfajt kihaltnak nyilvánították, mivel a megritkult populáció egyedei hibridizálni kezdtek a szigeteken élő barna kánya egyedekkel, míg végül a teljes populációt hibrid eredetűnek minősítették.

## Megjelenése
A hím hossza 60–66 centiméter, a tojóé körülbelül 70 centiméter. Szárnyfesztávolsága mintegy 160 centiméter. A hím testtömege 800–1200 gramm között, míg a nőstényé 980–1600 gramm is lehet. Tollazata vörös és feketés-barnás, feje pedig világosabb, majdnem fehér. Az evezőtollak hosszúak és ujjszerűen elállóak, sikló- és vitorlázórepülésre alkalmasak. Hosszú és mélyen villázott farka segíti az egyensúlyozásban és a kormányzásban. Csőre görbe és éles, ezzel darabolja fel a zsákmányát vagy a talált dögöt. Karmai kicsik, de élesek és tűhegyesek.

## Életmódja
A vörös kánya tartós párkapcsolatban él. Alacsony repülése közben észreveszi a táplálékát, ami lehet kis emlősállat, madár, dög vagy hal. Rendszerint 4–5 évet él a vadonban, de megfigyeltek már 26 éves madarat is. Fogságban elérheti a 38 éves kort is.

## Szaporodása
A vörös kánya ivarérettségét 3 éves korában éri el, a költési időszak áprilistól júliusig tart. Fészekalja 1–4 fehér, vörösesbarnás foltokkal rendelkező tojás, ezeken a tojó (néha a hím is) 32 napig kotlik. A kirepülés 48–54 nap múlva következik be.

## Védettsége
A faj szerepel a Természetvédelmi Világszövetség listáján mint nem fenyegetett. Európában biztos állományúként van nyilvántartva. Magyarországon fokozottan védett, természetvédelmi értéke 500 000 forint.

## Rokon fajok
A vörös kánya legközelebbi rokona a hazánkban is élő barna kánya (Milvus migrans) és az Ázsiában honos keleti barnakánya (Milvus lineatus). Ez utóbbi faj egyes rendszerbesorolások szerint a barna kánya alfaja (Milvus migrans lineatus) néven.

## Galéria

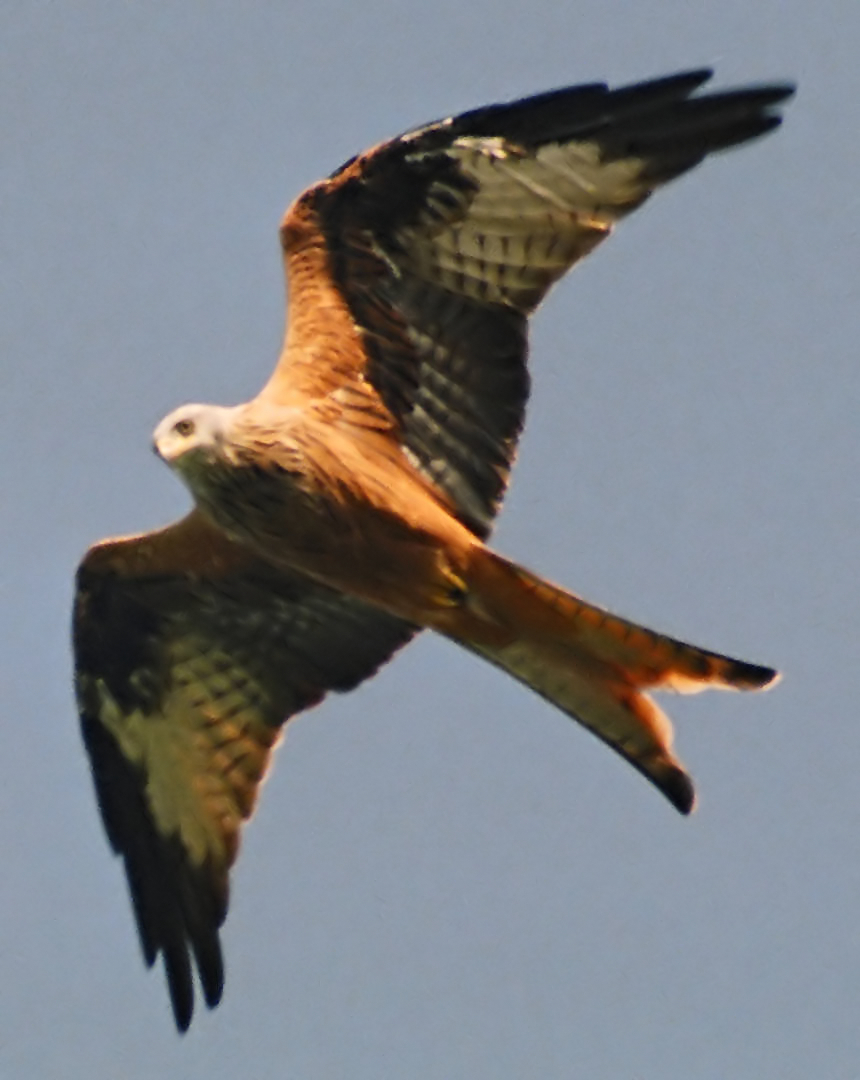
Jellegzetes villás farok
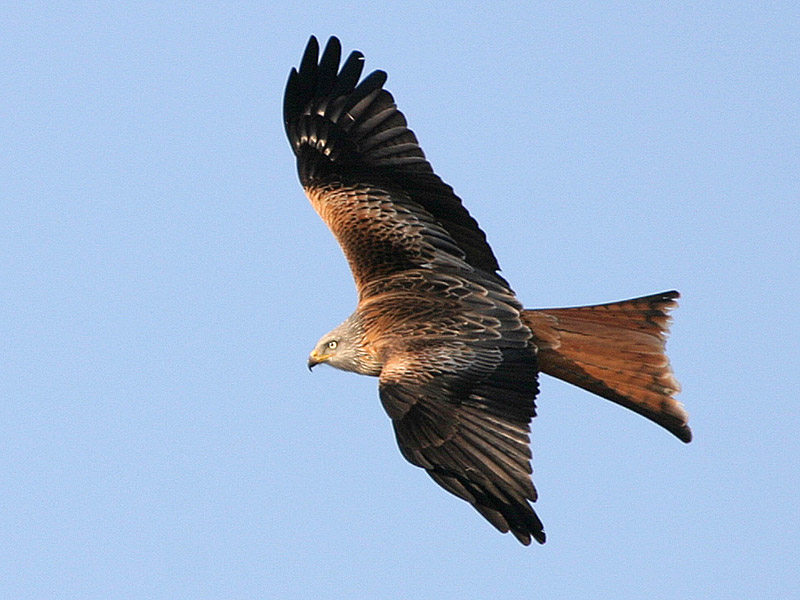
Repülő vörös kánya
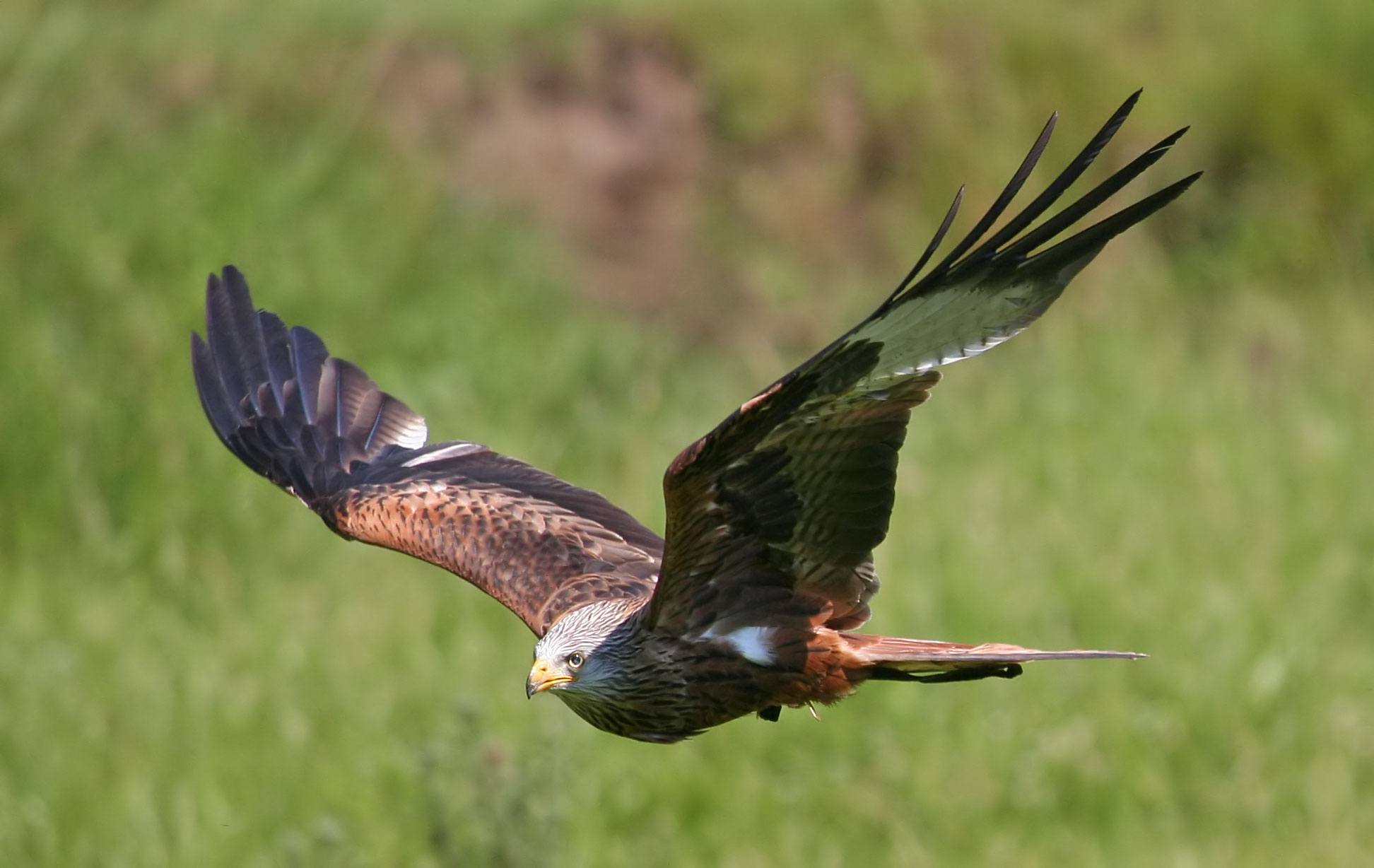
Vadászat közben
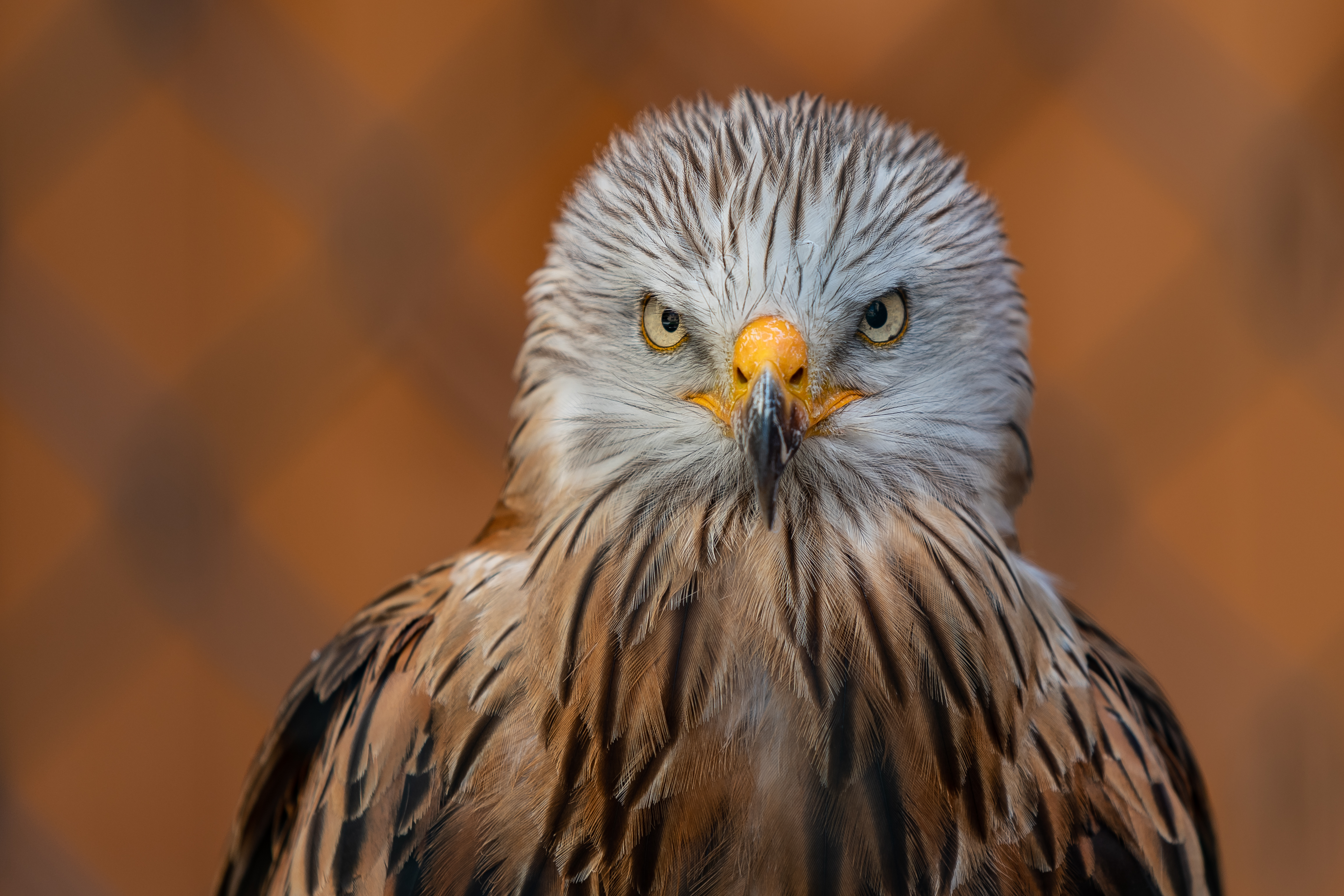
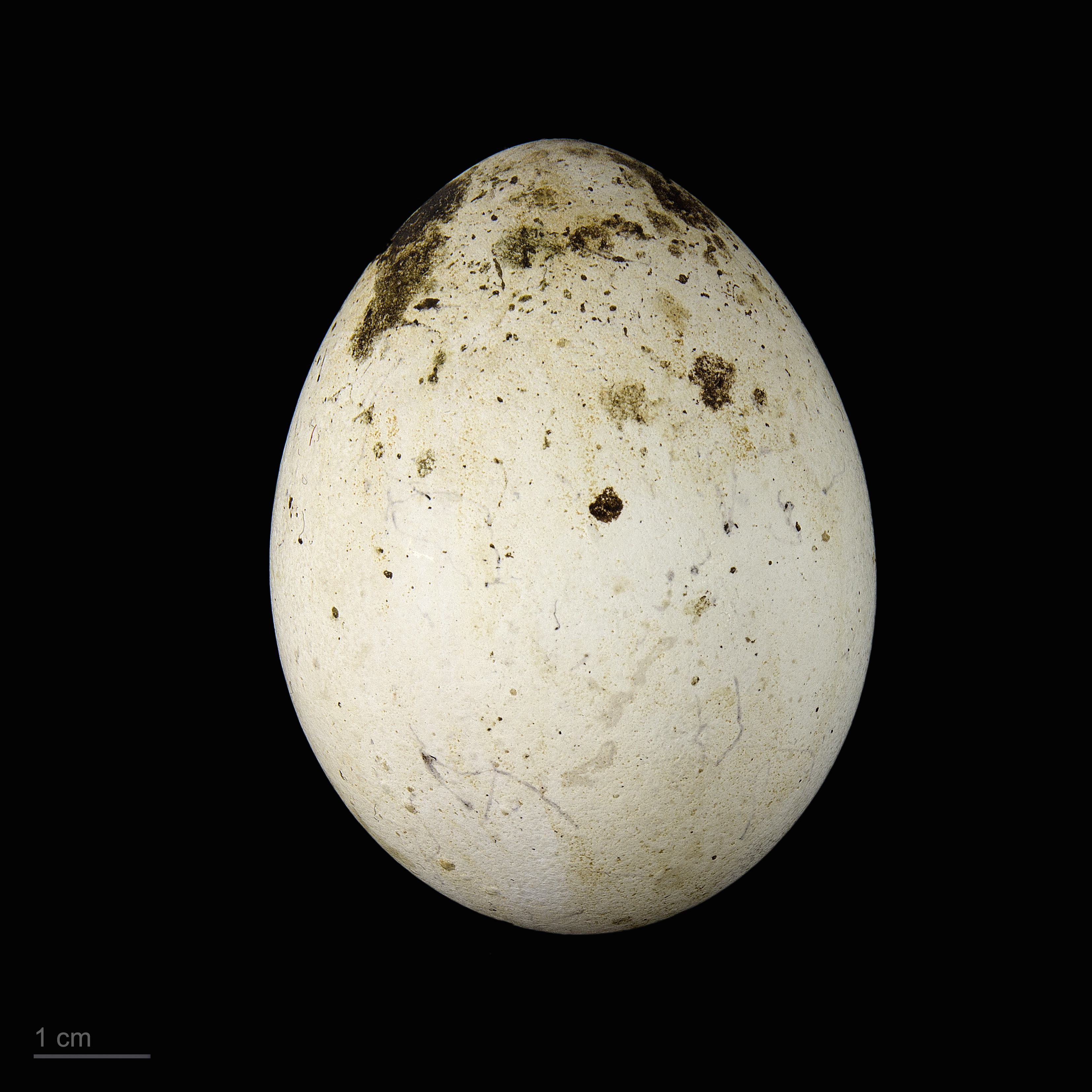
A tojása